# Graphocephala lucasii
Graphocephala lucasii är en insektsart som beskrevs av Victor Antoine Signoret 1855. Graphocephala lucasii ingår i släktet Graphocephala och familjen dvärgstritar. Inga underarter finns listade i Catalogue of Life.